# 逃亡地帯
『逃亡地帯』（とうぼうちたい、The Chase）は、1966年のアメリカ合衆国のサスペンス映画。
監督はアーサー・ペン、出演はマーロン・ブランドとジェーン・フォンダなど。
ホートン・フートの戯曲『The Chase』をリリアン・ヘルマンの脚色で映画化した作品。

## ストーリー
脱獄囚が戻ってくるとの噂に町の住民が集団ヒステリーを起こす姿を描く。

## キャスト
- カルダー保安官: マーロン・ブランド - タール市の保安官。
- アンナ・リーヴス: ジェーン・フォンダ - ババーの妻でジェイクと不倫中。
- チャーリー "ババー"・リーヴス: ロバート・レッドフォード - 故郷のタール市に向かう脱獄囚。
- ヴァル・ロジャース: E・G・マーシャル - 石油成金で町の有力者。
- ルビー・カルダー: アンジー・ディキンソン - カルダー保安官の妻。
- エミリー・スチュワート: ジャニス・ルール
- リーヴス夫人: ミリアム・ホプキンス - ババーの母親。
- メアリー・フラー: マーサ・ハイヤー
- デイモン・フラー: リチャード・ブラッドフォード（英語版）
- エドウィン・スチュワート: ロバート・デュヴァル
- ジェイソン "ジェイク"・ロジャース: ジェームズ・フォックス - ヴァルの息子。ババーの幼なじみでアンナと不倫中。
- エリザベス・ロジャース: ダイアナ・ハイランド（英語版）
- ブリッグス: ヘンリー・ハル
- ブリッグス夫人: ジョスリン・ブランド（英語版）
- ヴァーナ・ディー: キャサリン・ウォルシュ（英語版）
- キューティ: ロリ・マーティン（英語版）
- ポール: マーク・スケイトン
- シーモア: ポール・ウィリアムズ
- レム・ブリュースター: クリフトン・ジェームズ
- リーヴス氏: マルコム・アターベリー（英語版）
- アーチー: スティーヴ・イーナット（英語版）

## 日本語吹替
| 役名                              | 俳優                     | 日本語吹替 | 日本語吹替 |
| 役名                              | 俳優                     | TBS版 | Netflix版  |
| --------------------------------- | ------------------------ | --- | ---------- |
| カルダー保安官                    | マーロン・ブランド       | 田口計 | 三上哲     |
| アンナ・リーヴス                  | ジェーン・フォンダ       | 清水良英 | 青木笑夏   |
| チャーリー "ババー"・リーヴス     | ロバート・レッドフォード | 伊武雅之 | 山端零     |
| ルビー・カルダー                  | アンジー・ディキンソン   | 平井道子 |            |
| ジェイソン "ジェイク"・ロジャース | ジェームズ・フォックス   | 堀勝之祐 |            |
| 不明 その他                       |                          | 二階堂有希子 吉沢久嘉 京田尚子 清川元夢 加藤修 仁内建之 菅谷政子 飯塚昭三 若本紀昭 今西正男 上田敏也 木原規之 鈴木れい子 村山明 | 見上裕昭   |
| 日本語吹替版スタッフ              |                          | |            |
| 演出                              | 演出                     | 中野寛次 |            |
| 翻訳                              | 翻訳                     | 宇津木道子 |            |
| 効果                              | 効果                     | 重秀彦 |            |
| 調整                              | 調整                     | 飯塚秀保 |            |
| 制作                              | 制作                     | 東北新社 |            |
| 解説                              | 解説                     | 荻昌弘 |            |
| 初回放送                          | 初回放送                 | 1973年4月30日 『月曜ロードショー』                                                                                              |            |

## 作品の評価
Rotten Tomatoesによれば、9件の評論のうち高評価は89%にあたる8件で、平均点は10点満点中6.8点となっている。